# Photinia chingshuiensis
Photinia chingshuiensis là loài thực vật có hoa trong họ Hoa hồng. Loài này được (T. Shimizu) T.S. Liu & H.J. Su miêu tả khoa học đầu tiên năm 1977.